# 手術服

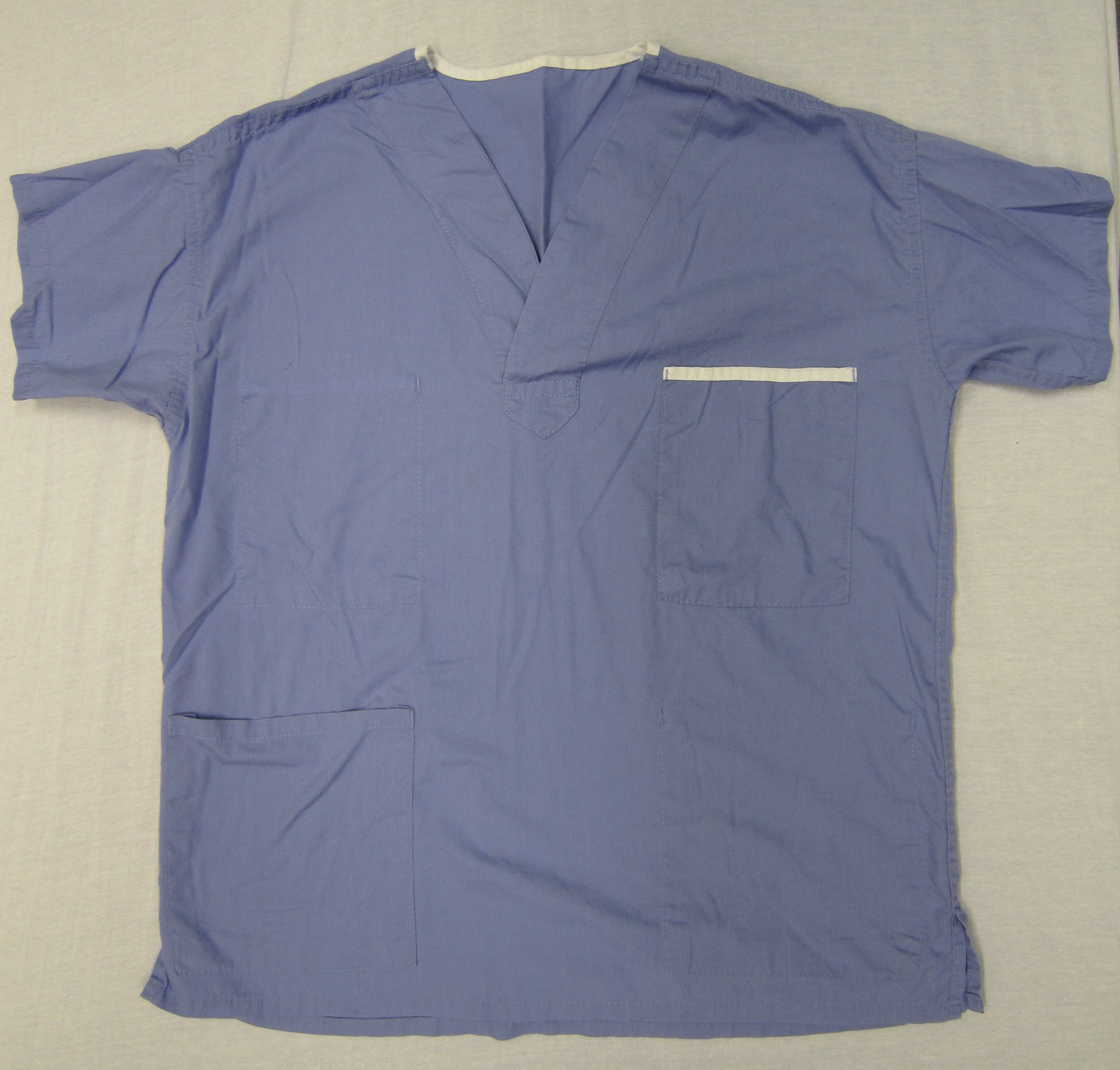
手術服上衣

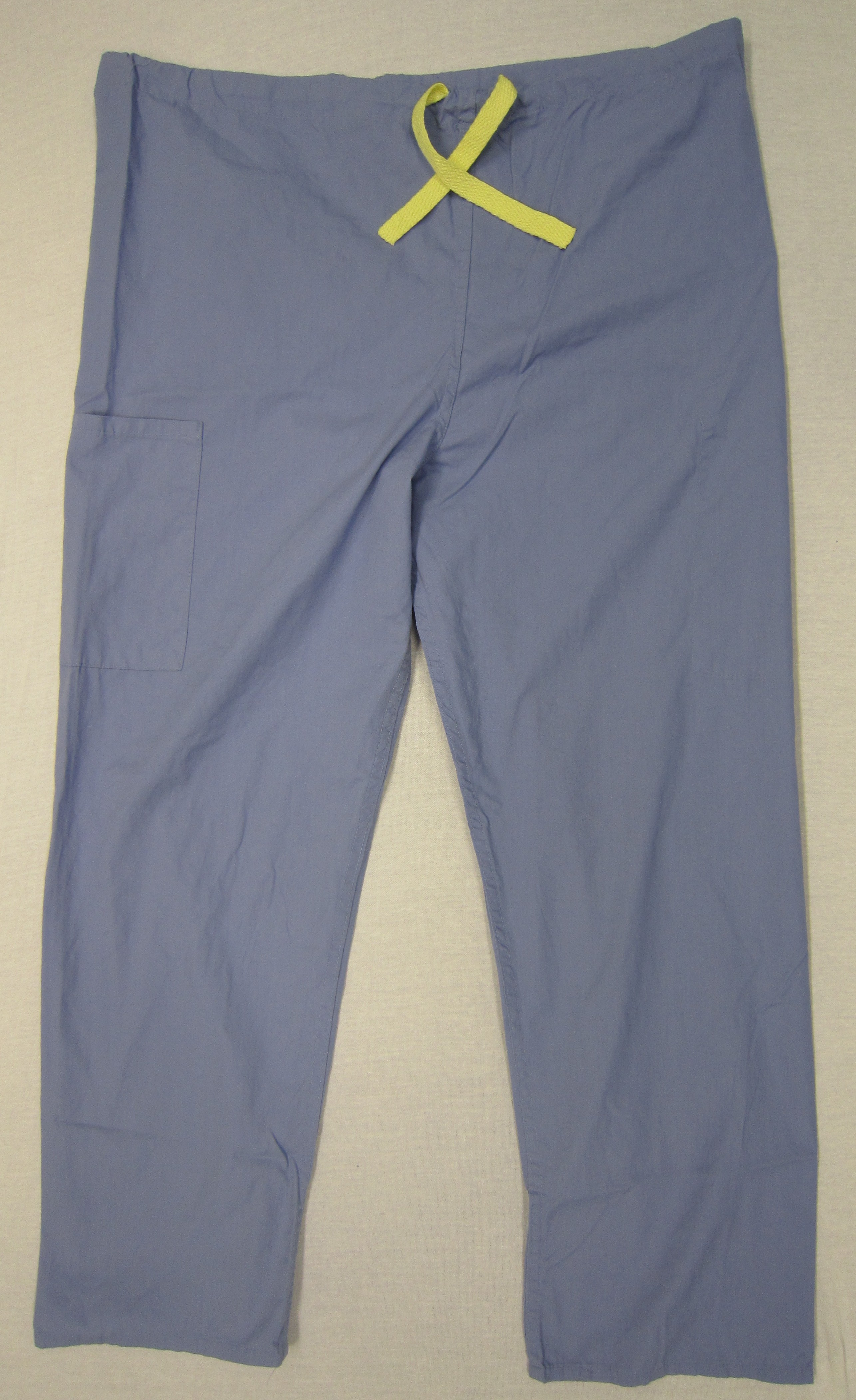
手術服長褲

手術服（英語：Scrubs）又稱刷手服是一種醫療人員穿著的服裝，最初被使用於外科手術房內，但因為其便於更換清洗、不妨礙護理行為的特點，讓越來越多的醫院採用手術服為標準醫療人員服裝（包括取代護士服）。甚至連醫院外的醫療相關產業人員（獸醫、助產士等）也開始使用手術服。
手術服的特點是設計極為簡單，盡量降低藏污納垢的可能性，幾乎沒有任何金屬配件（拉鍊、鈕扣）以避免拉扯，易於清洗且造價便宜，可於受到嚴重污染時直接丟棄替換。在英國，手術服也被戲稱為手術室藍（Theatre Blues）。
手術服的顏色通常為淡藍、綠色或粉紅色。有時則會根據穿著的醫療人員種類有所區別，例如長庚醫院的呼吸治療師穿著暗紅色手術服。